# Examen (evaluación estudiantil)

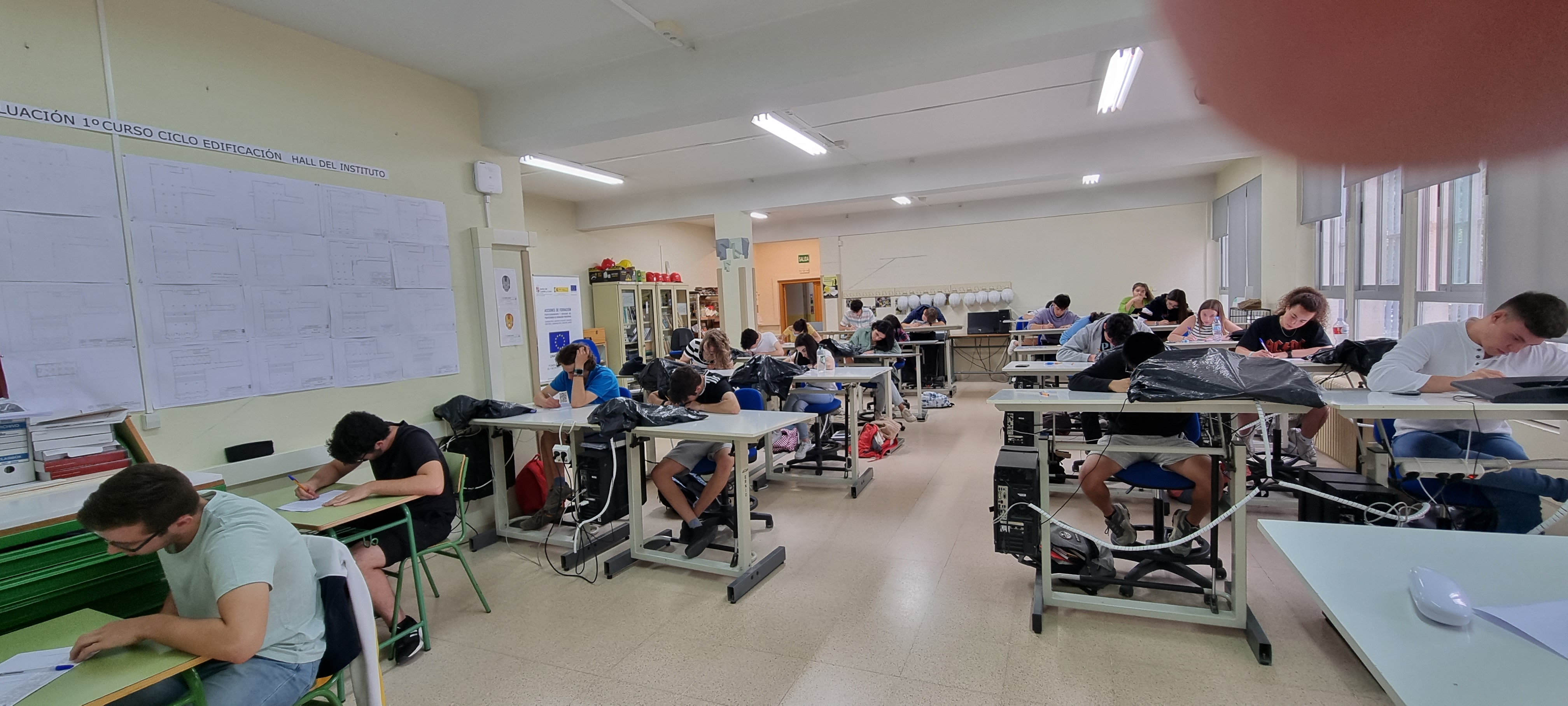
Alumnos segovianos de bachillerato realizando un examen en el IES Andrés Laguna

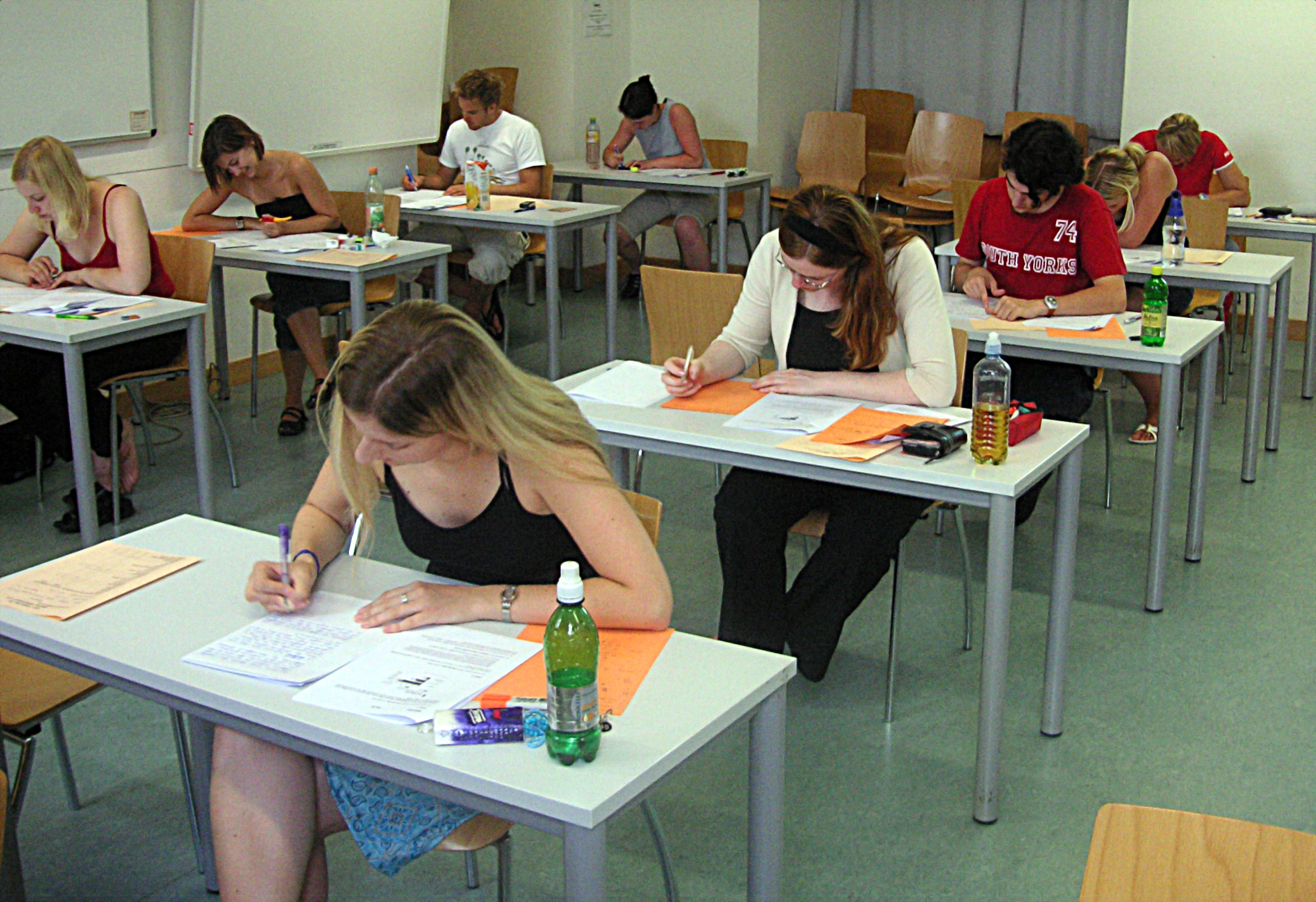
Estudiantes haciendo un examen en la Universidad de Viena.

Un examen es una prueba de conocimiento, aptitudes, habilidades o capacidades físicas. En cualquier nivel educativo existe la necesidad de evaluar para conocer el aprovechamiento del estudio, lo que se conoce como  “calificación”. La evaluación ofrece una oportunidad real de demostrar lo que los sujetos saben y cómo lo saben, pues el profesor podrá detectar los conocimientos adquiridos.
Puede ser realizado de forma oral, en papel, haciendo uso de un ordenador (o una computadora), en un entorno controlado (como en determinadas pruebas físicas) o en un entorno abierto (como en un examen de conducción), en un período definido de tiempo bajo supervisión. Puede componerse de varias preguntas, cuestiones, ejercicios o tareas a realizar que tienen asignados unos valores en puntos.
Los exámenes pueden variar en estilo, rigor y requisitos previos. Por ejemplo, en una prueba de libro cerrado el tomador de la prueba a menudo debe usar la memoria para responder a temas específicos, y en una prueba de libro abierto el tomador de la prueba puede usar una o varias herramientas complementarias, como un libro de referencia o una calculadora para responder.
Un examen puede ser realizado de manera formal o informal. Un ejemplo de prueba informal sería una prueba de lectura realizada por un padre a un niño. Un ejemplo de una prueba formal sería un examen final administrado por un profesor en un aula. Las pruebas formales a menudo resultan en una calificación en las pruebas. La calificación de la prueba puede ser interpretada en relación con una norma o criterio. La norma puede ser establecida independientemente o por análisis estadístico de varios individuos.
Un examen rápido (quiz en inglés) usualmente tiene menos preguntas que un examen, ofrece preguntas de menor dificultad y se puede resolver en menos tiempo. Puede dividirse en varias secciones, cada una cubre un tema o tiene una forma diferente de preguntar sobre el mismo tema.
Un examen estandarizado compara los resultados individuales con una pauta. La pauta se establece independientemente o por análisis estadístico de un gran número de individuos.

## Principios de la evaluación
Los reclamos y quejas por falto de lógica o por triviales que parezcan deben ser respondidas de manera rápida y coherente. Por ello, el docente debe tener un registro detallado de las notas, las mismas que deben estar basadas en un sistema previamente comunicado a los estudiantes y consensuado con los mismos; y sobre todo el modo de evaluación y otorgamiento de las notas debe respetar un conjunto de reglas de aplicación general que garantice la idoneidad del proceso de evaluación y que minimice los reclamos.
A este conjunto de reglas las denominaremos los principios y las propiedades de la evaluación y cualquier vulneración a ellos constituye un acto viciado en la evaluación, con lo cual la misma pasa a ser objeto de impugnación queja o reclamo susceptible a ser atendida por las instancias superiores a favor del estudiante, es decir que dejan al docente en una posición desventajosa donde su criterio, profesionalismo e idoneidad quedan en duda.
Antes de seguir definimos principio como la base, la razón fundamental sobre la cual se procede discurriendo en cualquier materia, cada una de las verdades fundamentales de una norma que rige el pensamiento, en nuestro caso la materia de estudio es el proceso de evaluación. La evaluación tiene cuatroprincipios, que son: el de idoneidad, pertinencia, autonomía y por último el principio de objetividad. Explicaremos cada uno de ellos a continuación, pero debemos destacar que cuando un proceso evaluativo adolece de cualquiera uno de ellos, no importa cual dicho proceso se corrompe, contamina y extravía en su integridad y la evaluación está contaminada, vulnerada.

### Principio de idoneidad
La evaluación es el último momento de proceso de aprendizaje que tiene cómo propósito la verificación de los saberes y que sirve al facilitador como un necesario “feedback” o realimentación para verificar o consolidar la validez del proceso. El docente comprende mediante la evaluación si sus métodos, estrategias y modalidades de enseñanza son efectivas comprende si “el estudiante está captando la idea principal de los conceptos operacionalizados” o, por el contrario, algo que pasa muy a menudo, que el estudiante no ha internalizado de manera adecuada el contenido y el docente  requiere reforzar la enseñanza mediante el uso de prácticas, ejercicios, otros ejemplos o cualquier estrategia empleada por el docente que van desde la necesidad de “explicar de otra manera” hasta “volver a repetir todo el contenido”. La evaluación está integrada al proceso de aprendizaje de una manera adhesiva, no puedo sustraer la evaluación del proceso de enseñanza aprendizaje, es consustancial, forma parte inherente del mismo. Pero su propósito es técnico, operativo, no busca otro propósito fuera del proceso de enseñanza aprendizaje, como imponer disciplina o sancionar al estudiantado.

### Principio de pertinencia
Se dice que algo es pertinente cuando “viene a propósito del tema tratado” que concierne al tenor del estudio, es decir que cuando se menciona algo alejado de la temática decimos que ello “no es pertinente” “no hace al problema”. Nuestra referencia o guía en el caso del proceso de enseñanza aprendizaje son las metas y los objetivos previstos en cada curso. Estos contenidos son lo que se evalúa, es de ello de lo que hay que hablar cuando hablamos de evaluación. Evaluar los contenidos en función de los objetivos de la enseñanza es pertinente, evaluar “otras actividades o productos” no hace a la evaluación, no es pertinente.

### Principio de autonomía
La evaluación está vinculada técnicamente al proceso de enseñanza aprendizaje, por lo que no se puede desvincular los actores del mismo. El gestor del proceso de enseñanza aprendizaje debe ser quien diseñe y aplique los instrumentos de evaluación con autonomía en relación con la forma del proceso, pero ajustándose a los fines pedagógicos, exigencia y nivel de calidad requerida del plan de estudio.

### Principio de objetividad
Este principio hace referencia a que el docente debe abstraerse de toda subjetividad o inclinación de favorecimiento o perjuicio de cualquiera de sus estudiantes para una evaluación correcta. Las vulneraciones a éste principio son frecuentes. Todo docente tiene un constructo mental relativo a la imagen de un “estudiante modelo”.

## Tipos de preguntas

### Preguntas de opciones múltiple o de selección
Para una pregunta de opciones múltiples, el autor del examen proporciona varias respuestas (generalmente cuatro o cinco) para que seleccione el estudiante. Solo hay una respuesta correcta, generalmente es solo una opción, aunque la respuesta correcta puede consistir en seleccionar dos o más opciones. Una pregunta de opciones múltiples se puede ver así:

¿Cuantos huesos tiene el cuerpo humano?
- a) 250
-  b) 206
- c) 1500
- d) 100

Si después de producir una respuesta, el estudiante se da cuenta de que su respuesta no es una opción, seguramente seguirá trabajando en esa pregunta hasta encontrar una de las opciones como respuesta. Si el estudiante no puede producir una respuesta permitida en el examen después de un tiempo desmesurado, es probable que sufra de ansiedad, lo cual puede llevarle a cometer otros errores que no representan su nivel de conocimiento.
Para prevenir este suceso, el autor del examen debe crear opciones de respuestas incorrectas que correspondan a los errores que los alumnos probablemente cometan. Este es un proceso muy problemático, y se requiere de mucha práctica para lograrlo. Como resultado, las preguntas de opciones múltiples que requieren de mucho pensamiento son muy difíciles de escribir. Estas preguntas se usan casi siempre para evaluar el conocimiento basado en hechos.
Por otro lado, las preguntas de opciones múltiples son muy fáciles de calificar. Han proliferado en los últimos años debido al desarrollo de máquinas que pueden calificar grandes cantidades de estas preguntas con un mínimo esfuerzo humano.

### Preguntas abiertas
Las preguntas abiertas requieren que el estudiante escriba. La extensión de la respuesta escrita puede ser desde una palabra o expresión matemática, entonces la pregunta adquiere cualidades de las preguntas de opciones múltiples. Sin embargo, en los niveles superiores de educación, este tipo de preguntas requieren pensamiento más profundo y analítico. Las formas más difíciles de preguntas abiertas piden que el estudiante escriba un ensayo o composición original de una página o más, o una prueba científica o solución en las que, eventualmente, se necesite varias horas para ser solucionadas.
Las preguntas abiertas no son difíciles de escribir para el autor del examen, pero evaluarlas sí lo es. La calificación se puede basar en cualidades superficiales de la respuesta, tales como la presencia de términos importantes. Para el proceso adecuado de calificación es necesario leer las respuestas cuidadosamente y buscar la claridad y la lógica. El proceso de revisión es bastante cansado para el calificador, porque debe revisar un gran número de exámenes, especialmente porque generalmente él conoce el material a un nivel superior del que se espera que lo conozcan los estudiantes.
Los exámenes sobre las ciencias naturales pueden incluir experimentos de laboratorio para asegurarse que el estudiante ha aprendido no solo los conceptos científicos, sino también los procedimientos y las actitudes propias del modo de conocer de los científicos.
Las prácticas de evaluación se han enriquecido con las experiencias de los profesores y se compilado en manuales de buenas prácticas

## Trampas o fraudes

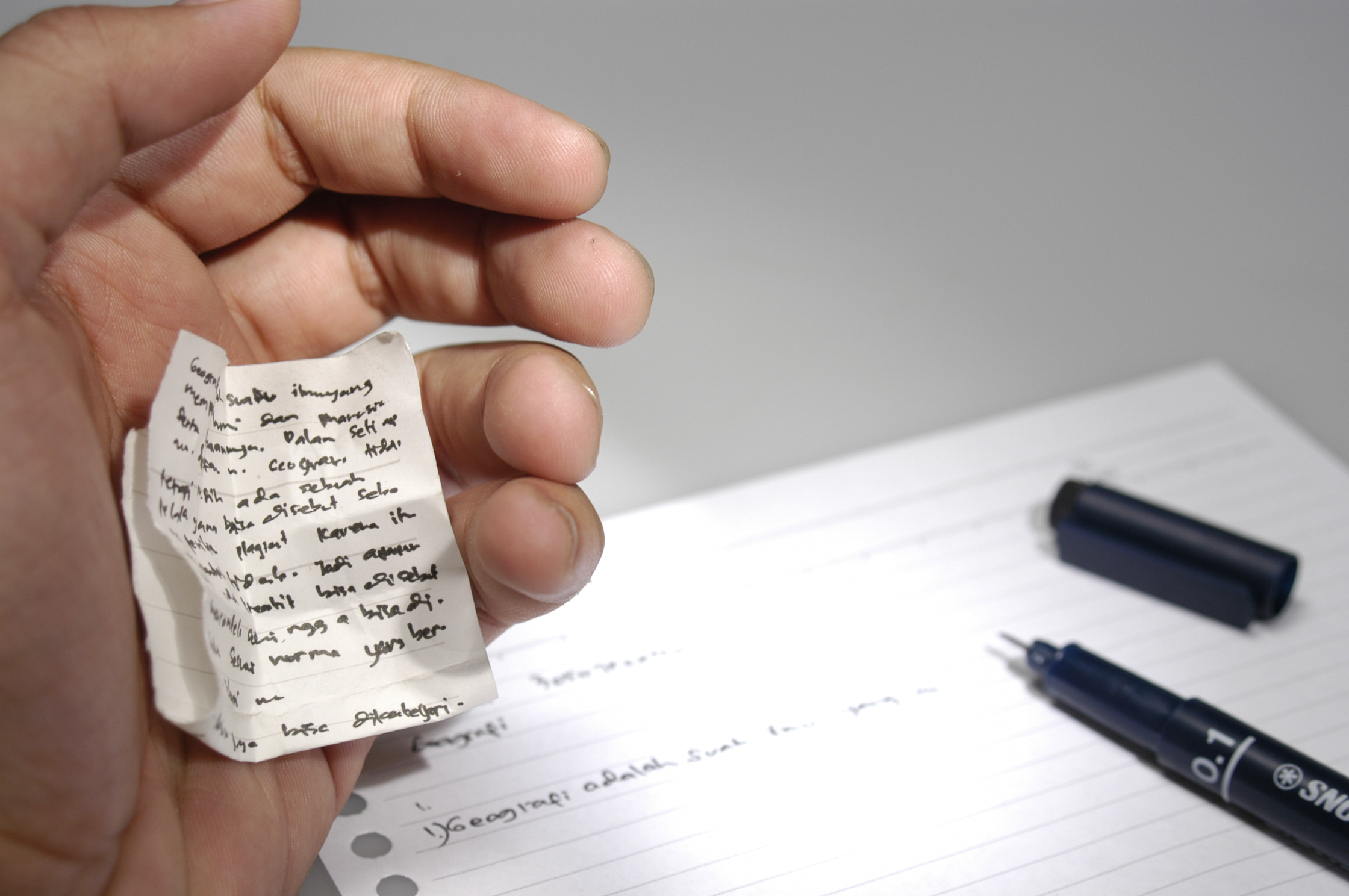
Típica chuleta durante un examen.

Es frecuente que los evaluados recurran durante el examen a métodos no permitidos para aumentar su calificación; y que suelen ser castigados con la suspensión inmediata en caso de ser detectados. En algunos países se utiliza el término de plagio y se los cataloga de manera descalificadora. Los más frecuentes son:
- Copiar las respuestas que están dando otros, leyéndolas directamente de sus exámenes.
- Traer las respuestas escritas en un apunte escondido, de tal forma que se pueda copiar de él. Existen muchas variantes, como escribirlas en un bolígrafo con la ayuda de un alfiler, escribirlas en la mesa, en la pared, en la memoria de la calculadora, del teléfono móvil, sobre la piel, regularmente en el brazo, en la entrepierna etc. También hay quien recurre directamente al libro de texto o los apuntes de clase.
- Copiar las respuestas suavemente con el lápiz sobre el pupitre, utilizando abreviaturas y diferentes códigos entendidos por el alumno.
- Pedir a un compañero las respuestas. A esto se lo conoce popularmente como "chivar" o "soplar". Se puede hacer tanto hablando en voz baja como pasándose papeles con las respuestas.
- Cambiar el folio en blanco del examen por otro preparado previamente con las respuestas, lo que se conoce como "cambiazo".
- Utilizar un código propio de comunicación con otro de los evaluados, para intercambiar respuestas. Estos códigos pueden basarse en golpes sobre la mesa, bostezos, gestos, movimientos del lápiz, etc.
- Enviar a alguien que conozca mucho mejor el temario del examen para que suplante al evaluado, haciéndose pasar por él.
- Utilizar un teléfono móvil (normalmente, usando auriculares) u otro medio electrónico de comunicación para que otra persona, fuera del lugar del examen, facilite las respuestas.
- Conseguir los enunciados de las preguntas del examen con antelación, de tal forma que se puedan preparar únicamente esas preguntas, o utilizar esta información para hacer más efectivos otros métodos (como el del cambiazo).

### Métodos para evitar trampas o fraudes
Algunos métodos utilizados por los evaluadores para evitar que los evaluados hagan trampa son los siguientes:
- Vigilar a los evaluados. Esto se refuerza con frecuencia poniendo varios vigilantes (con mucha frecuencia en Spira), o paseando por el lugar del examen (con el fin de evitar "puntos ciegos" que no pueda ver).
- Elaborar varios modelos de examen, de tal forma que dos estudiantes próximos no tengan nunca las mismas preguntas, o las tengan en distinto orden.
- Evaluar a cada estudiante por separado.
- Hacer un examen oral.
- Comparar exámenes de gente que estuviera sentada en lugares próximos durante el examen, de tal forma que se detecten similitudes excesivas, que hagan sospechar que se ha copiado. En el caso de exámenes tipo test, se puede incluso recurrir a programas estadísticos para este fin.
- No permitir calculadoras, teléfonos móviles o similares en el examen.
- Sentar a los evaluados según un orden establecido por el evaluador (que puede ser aleatorio), de tal forma que los evaluados no puedan "trabajar en equipo".
- Castigar severamente a los tramposos, llegando incluso a la expulsión del centro de estudios.
- Revisar escrituras en los bancos, y el material de apoyo del alumno como formularios, tablas y/u hojas anexas.

También se puede diseñar el examen relajando o eliminando ciertas normas. Por ejemplo, si el objetivo del examen es determinar la capacidad del evaluado de utilizar sus conocimientos o aplicar procedimientos (como suele ocurrir en exámenes de matemáticas) se puede permitir el libre uso apuntes y libros de texto, aumentando a cambio su dificultad. Combinando esto con el uso de distintos modelos de examen, se hace realmente difícil que alguien haga trampa.

## Resultados o respuestas
Los exámenes tienen generalmente una calificación de 0 a 10, de 1 al 12 o de la L a la A dependiendo del centro educativo y el país. Existe una puntuación mínima para considerar que se ha superado la prueba, que en educación secundaria es generalmente 5.
En Chile, las calificaciones, son de 1,0 a 7,0, hasta con un decimal, (según el Ministerio de Educación), hasta el 3,9 es desaprobado y desde el 4,0 hasta el 7,0 es aprobado.
En Inglaterra y Estados Unidos, la calificación es de la A a la F, siendo A, B y C aprobado y D, E y F (de fail, fallar) suspenso. Después, mediante el uso de + se obtiene un resultado más particular.
En más de la mitad de los estados de la Argentina, de 1 a 3 es aplazo, de 4 a 6 es desaprobado y de 7 a 10 es aprobado (en las calificaciones de enseñanza secundaria). En el ámbito universitario, se aprueba con 4 o 6 (dependiendo si es de carácter cuatrimestral o anual, respectivamente), pero para promocionar la asignatura (es decir, aprobarla sin tener que rendir un examen final) se necesita tener un 7 en la cursada (a partir del promedio de los exámenes, no instancias de recuperación, y el rendimiento durante las clases). Aunque generalmente, se requiere tener en todas las instancias calificaciones de 6 o más puntos.
En España, de 0 a 4,9 es insuficiente, de 5,0 a 5,9 es suficiente, de 6,0 a 6,9 es bien, de 7,0 a 8,9 es notable y de 9,0 a 10,0 es sobresaliente. En educación secundaria y superior, a los alumnos que obtengan una calificación de 10 en una asignatura o módulo se les otorga una mención honorífica y a los alumnos que obtienen una calificación global final superior a 9 se les puede conceder una matrícula de honor.
En México, las calificaciones van del 0 al 10: de 0 a 5 se está reprobado, y de 6 a 10 se está aprobado (en universidad se aprueba con 7, excepto en algunas, en las que la calificación mínima aprobatoria es 8, como en la Universidad de Colima).
En República Dominicana se evalúa con el 100 como puntaje máximo en la educación básica y secundaria: si se saca menos de 69 se está reprobado, de 70 a 80 es suficiente, de 80 a 90 es bueno, y de 90 a 100 es excelente. En la universidad se usa casi el mismo sistema. En la Universidad Católica Nordestana el índice académico se evalúa con un máximo de 4.0, repartiéndose los puntos de la siguiente manera: de 90 a 100 corresponde la letra A, que tiene valor de 4.0; de 80 a 89 corresponde la B, que tiene valor de 3.0; de 70 a 79 corresponde la C, que vale 2.0; (con las anteriores se puede aprobar); de 60 a 69 corresponde la letra D que, aunque reprueba, le da 1.0 en el índice académico; si no puede llegar a los 60 puntos le corresponde la letra F; si el estudiante nunca fue a clases, aun estando inscrito, le corresponderá F.U.; (estas dos últimas calificaciones no dan puntos en el índice académico).
En Venezuela, Perú y Ecuador se evalúa en el área de educación inicial y básica de forma cualitativa, a través de la aprobación o no de competencias e indicadores. Luego, en bachillerato (secundaria) se evalúa cuantitativamente con ponderación de 0 a 20, donde la calificación del 0 al 9 es reprobado, 10 al 13 es regular, 14 al 17 es notable en 18 en adelante como sobresaliente y en 20 es que está en aprobación.
En Colombia, se evalúa en algunos centros educativos en decimales, teniendo un puntaje mínimo de 1,0 y un máximo de 5,0. Estos puntajes se darán de la forma:
- De 1,0 a 2,9: insuficiente.
- De 3,0 a 3,9: suficiente.
- De 4,0 a 4,5: notable.
- De 4,6 a 5,0: sobresaliente.

En Paraguay las calificaciones son del 1 al 5. Las clases se dividen en 2 semestres o en 3 trimestres o etapas (dependiendo del centro educativo).
si el colegio se divide en 2 semestres/etapas , a lo largo del año se debería sumar en total un 4 para pasar.
Si el colegio se divide en 3 trimestres/etapas se debería sumar un total de 6 para pasar.
Si en la primera etapa se obtiene un 5 y en la segunda un 1 (si es en un colegio que se divide en 2 semestres) el alumno queda aplazado debido a que un alumno no puede sacar un 1 en la última etapa.
En cambio en un colegio de 3 etapas el mínimo para pasar es 1-1-4 o 2-2-2 =6.
1 es aplazado, 2 es debe mejorar, 3 es aceptable, 4 es bueno y 5 es excelente.
En algunos colegios existe el puntaje 5F, que significa que el alumno no perdió ningún punto en dicha materia.
La calificación Final es la suma de los puntajes obtenidos en las etapas. El alumno que obtenga el mayor puntaje en su curso/grado es premiado como el Mejor Alumno o Alumno de Honor.

## Metaevaluación
El término metaevaluación data de los años 1960 y fue acuñado por Michael Scriven. La metaevaluación ha sido y es comúnmente conceptualizada como aquella investigación sistemática cuyo objetivo es emitir un juicio acerca de la calidad, la relevancia, la pertinencia o los méritos de una evaluación.
En este sentido, la evaluación se convierte en el objeto de estudio del metaevaluador (Stufflebeam, 1981; Scriven, 1967, 1991). Por su parte, Santos (1998) plantea que la metaevaluación consiste en analizar el proceso de evaluación, es decir, evaluar la evaluación. En este sentido, Rosales (1990) y Stufflebeam y Shinkfield (1987) coinciden al plantear que es necesaria una metaevaluación para poder atribuirle un valor a cualquier proceso de evaluación.

### Importancia
La importancia de la metaevaluación radica en que a través de ella puedan salir a la luz las posibles fallas, abusos, incongruencias, desajustes y problemas que se presentan en el diseño de la evaluación o durante su aplicación. Con esto se propicia una reflexión profunda que vaya más allá de confirmar si existe validez o no en el proceso, la calidad de los datos o la rigurosidad de los métodos que se han utilizado para obtener información.
El proceso de evaluación en cualquiera de sus vertientes, puede tener riesgos, deficiencias y un uso inadecuado. Por tal motivo, es imprescindible establecer criterios que permitan evaluar los mecanismos de evaluación (Santos, 1996). En este contexto, la metaevaluación funciona como la garantía de la calidad de la evaluación (Santos, 1998) y puede llevarse a cabo paralelamente a la evaluación, aunque también puede realizarse una vez finalizada ésta (Santos, 2000). Según House (1981, 1993; citado en García, 2000) la relevancia que ha adquirido en los últimos años la práctica evaluativa requiere que, independientemente del momento en que se lleve al cabo la metaevaluación, los protagonistas puedan emitir sus opiniones por escrito o de forma oral, de manera que sea posible descubrir aquellos problemas, dificultades o fallos que hayan condicionado el proceso.

## Características y tipos
Los exámenes por lo general conllevan una serie de características generales entre sí, según Salinas:
- Es una situación individual.
- Dispone de un tiempo limitado.
- No se puede consultar el material.
- No se puede copiar.
- Se realiza en silencio.

Existen tipos de exámenes:
- Exámenes de preguntas abiertas
- Exámenes de preguntas cerradas
- Exámenes con opción a respuesta múltiple
- Exámenes orales